# Chiasmocleis shudikarensis
Chiasmocleis shudikarensis é uma espécie de anfíbio da família Microhylidae.
Pode ser encontrada nos seguintes países: Brasil, Guiana Francesa, Guiana, Suriname e possivelmente em Peru.
Os seus habitats naturais são: florestas subtropicais ou tropicais húmidas de baixa altitude e marismas intermitentes de água doce.
Está ameaçada por perda de habitat.